# Abdurachman Danijałow
Abdurachman Danijałowicz Danijałow (ros. Абдурахман Даниялович Даниялов; ur. 22 sierpnia 1908 we wsi Rugudża w Dagestanie, zm. 24 kwietnia 1981 w Moskwie) – radziecki polityk, członek KC KPZR (1956-1971), przewodniczący Rady Komisarzy Ludowych/Rady Ministrów Dagestańskiej ASRR (1940–1948). Awar.

## Życiorys
W 1924–1928 uczył się w technikum pedagogicznym, od 1928 członek WKP(b), 1928–1929 sekretarz odpowiedzialny gunibskiego okręgowego komitetu Komsomołu w Dagestanie. Od 1929 do marca 1930 kierownik wydziału agitacyjno-propagandowego Dagestańskiego Komitetu Obwodowego Komsomołu, później szef Głównego Zarządu Ludowego Komisariatu Oświaty Dagestańskiej ASRR, 1930-1935 studiował w Moskiewskim Instytucie Inżynierów Transportu Wodnego, od 1936 do lutego 1937 szef wydziału Zarządu Gospodarki Wodnej Dagestańskiej ASRR. Od lutego 1937 do kwietnia 1939 ludowy komisarz rolnictwa Dagestańskiej ASRR, od kwietnia do lipca 1939 kierownik Wydziału Gospodarki Rolnej Dagestańskiego Komitetu Obwodowego WKP(b), od lipca 1939 do 1940 III sekretarz Dagestańskiego Komitetu Obwodowego WKP(b). Od 1940 do grudnia 1948 przewodniczący Rady Komisarzy Ludowych/Rady Ministrów Dagestańskiej ASRR, podczas wojny z Niemcami członek Rady Wojskowej 44 Armii i Machaczkałskiego Komitetu Obrony.
W 1947 ukończył zaocznie Wyższą Szkołę Partyjną przy KC WKP(b), od 3 grudnia 1948 do 29 listopada 1967 I sekretarz Dagestańskiego Komitetu Obwodowego WKP(b)/KPZR, od listopada 1967 do 1970 przewodniczący Prezydium Rady Najwyższej Dagestańskiej ASRR, następnie na emeryturze. Od 14 października 1952 do 14 lutego 1956 zastępca członka, a od 25 lutego 1956 do 30 marca 1971 członek KC KPZR. W lutym 1969 został kandydatem nauk historycznych, a we wrześniu 1974 doktorem nauk historycznych, od 1971 do śmierci starszy pracownik naukowy Instytutu Orientalistyki Akademii Nauk ZSRR.
Deputowany do Rady Najwyższej ZSRR od 2 do 7 kadencji, a 1950–1962 i 1966-1970 członek Prezydium Rady Najwyższej ZSRR.

## Odznaczenia
- Order Lenina (pięciokrotnie)
- Order Czerwonego Sztandaru Pracy
- Order Wojny Ojczyźnianej I klasy